# Германское национальное движение Лихтенштейна
Герма́нское национа́льное движе́ние Лихтенште́йна (нем. Volksdeutsche Bewegung in Liechtenstein, VDBL) — национал-социалистическая партия, действовавшая в Лихтенштейне в годы, предшествующие Второй мировой войне. VDBL желала присоединения Лихтенштейна к нацистской Германии, и особенно активизировалась после аншлюса Австрии, желая провести Лихтенштейн тем же путём. Партия распространяла свои идеи через газету «Der Umbruch». Лозунгом партии был «Liechtenstein den Liechtensteinern!» («Лихтенштейн для лихтенштейнцев!»), призывавший людей отказаться от верности князю Францу Иосифу II.
Невозможность участия в выборах 1939 года (вызванная пактом крупнейших партий, договорившихся сохранить дату выборов в тайне), а также падение симпатий к нацизму по мере хода Второй мировой войны привели к уходу партии с политической арены.
24 марта 1939 — Германское национальное движение в Лихтенштейне под руководством Теодора Шедлера предпринимает попытку государственного переворота. Местные крестьяне разгоняют нацистов вилами и пожарным шлангом. Князь Франц Иосиф II Лихтенштейнский, герцог Троппау и Ягерндорф, граф Ритберг, первый князь Лихтенштейна, проживающий в своем государстве (перенёс резиденцию из Вены в 1938), продолжил властвовать над двенадцатью тысячами своих подданных.